# Mordkreuz des Baumeisters Conrad Fischer

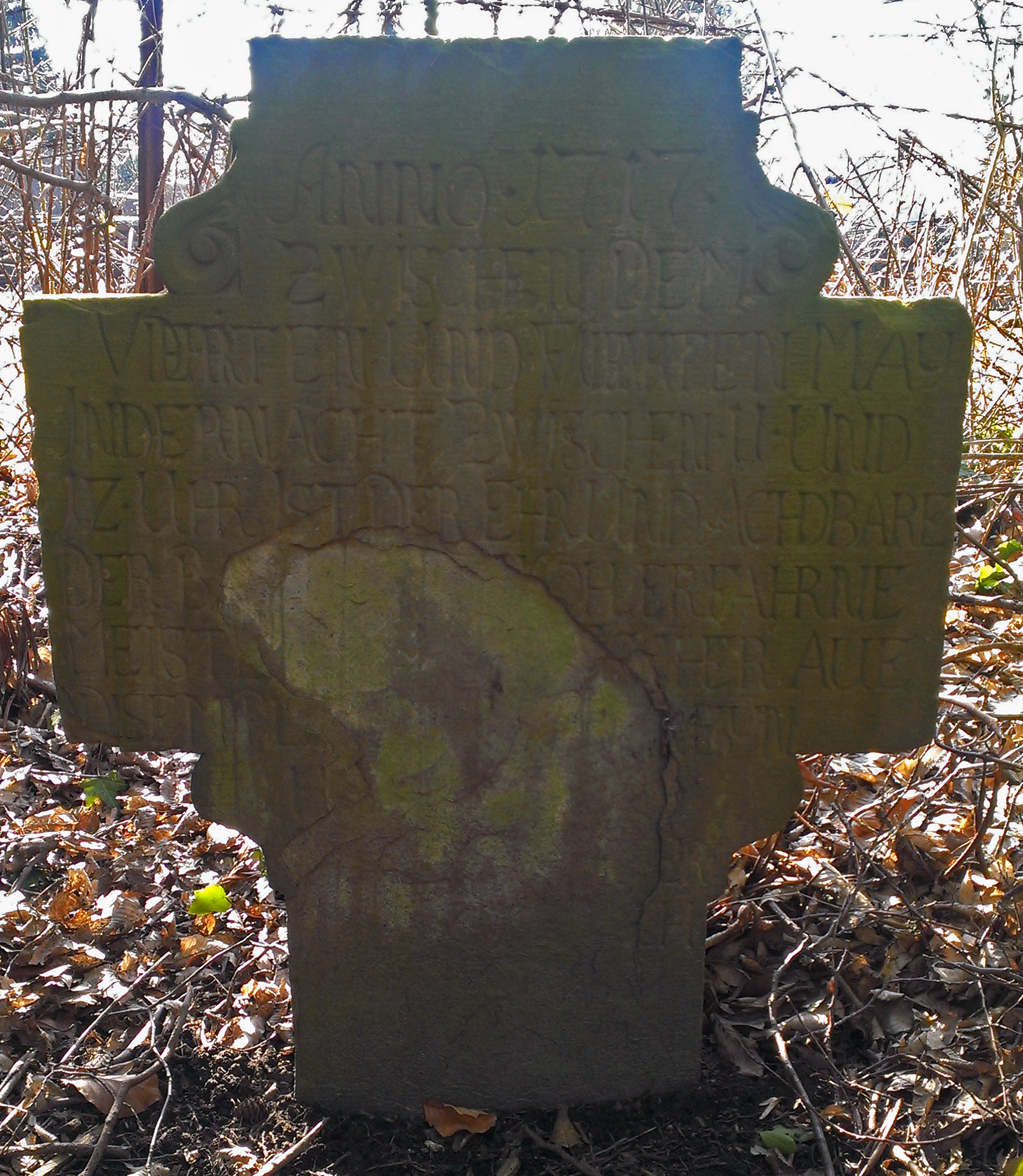
Mordkreuz, 2013

Das Mordkreuz des Baumeisters Conrad Fischer befindet sich in Horst, Essen. Es liegt am Zugangsweg zum Haus Horst, 25 m hinter dem Eingangstor. Das Steinkreuz aus Ruhrsandstein stammt aus der Zeit um 1720. Vor 1900 stand es möglicherweise näher am Haus. Es erinnert an den Baumeister Conrad Fischer, der am 4. Mai 1717 umgebracht wurde. Der Täter soll Reynhard Cop  gewesen sein. Die Inschrift lautete gemäß älterer Quellen: „Anno 1717 zwischen dem vierten und fünften May in der Nacht zwischen 11 und 12 Uhr ist der ehr und achdbare der Baukunst wohlerfahrene Meister Konrad Fischer auf diesem Platze von Reynhard Cop und seinen Mitcameraten jemmerlich ermortet worden.“ Die Errichtung könnte auf Initiative des am 15. Mai 1717 verstorbenen Freiherrn Franz Wilhelm von Wendt oder seines Sohns Franz Egon von Wendt, ansässig auf Schloss Crassenstein, Diestedde, und Eigentümer des Hauses, erfolgt sein. Die Täter sollen angeblich zehn Jahre später in einer Stadt am Rhein sämtlich den Tod am Galgen erlitten haben. Das Kreuz wurde am 12. August 2008 von der Stadt Essen unter Denkmalschutz gestellt (Teil A, Nr. 950).